# Йоанна Ярмоловіч
Йоанна Ярмоловіч (пол. Joanna Jarmołowicz; нар. 19 квітня 1994 р. у Легниці) – польська акторка.

## Освіта
Вона відвідувала ліцей № 6  у Легниці та авторську музичну школу імені Мацея Павловського . Неодноразово (невдало) намагалася потрапити до Театральної академії у Варшаві.

## Кар'єра
З'явилася у кліпі на пісню Марилі Родович "Далі орли", зняту з нагоди чемпіонату Європи з футболу 2012 року. На екрані вона дебютувала 2013 року в ролі Аніти у фільмі Бартломія Жмуди Сандленд. Зіграла роль Зоськи у фільмі 2016 року "Планета синглів", а також у його продовженні 2018 та 2019 років.
У 2016-2017 роках вона зіграла роль Марти Рудзінської у серіалі Polsat "Перше кохання". Восени 2016 року вона з'явилася у ролі Зузи Гладиш у серіалі TVN Na noże. З 2018 року вона грає Катю в серіалі TVP2 M jak miłość, а з 2020 року - роль Галинки у постановці TVP2 Na dobre i na złe.

## Приватне життя
Живе із Яном Круліковським, сином акторської пари Малгожати Островської-Круліковської та Павла Круліковського. У них є син Юзеф (народився 19 вересня 2019 року).
Має СДУГ.

## Фільмографія
- 2013: Сендленд  ролі Аніти
- 2014: Радослав IIу ролі Басі
- 2016: Планета синглів як Зоська
- 2016-2017: Перше кохання як Марта
- 2016: Ножі як Зуза
- 2017: У ритмі серця, як Агата
- з 2018: M jak miłość, як Катя
- 2018: Планета синглів 2 як Зоська
- 2019: Мішмаш, або когель-могель 3 як поліціянтка Івона Зонб
- 2019: Планета синглів 3 як Зоська
- з 2020 року: В добрі і в злі, як покоївка Галинка